# مبارك الصقور
مبارك الصقور مواليد 31 مارس 1994 في نجران ، السعودية، هو لاعب كرة قدم سعودي يلعب في نادي جدة.

## مسيرة اللاعب
لعب سابقاً في نادي نجران ونادي الوحدة ونادي الأخدود ونادي جدة.

## روابط خارجية
- مبارك الصقور على موقع Soccerway.com (الإنجليزية)